# Rafał Kowal
Rafał Kowal (ur. 1970 w Olkuszu) – polski aktor i reżyser teatralny, kompozytor. 
Na scenie zadebiutował 3 marca 1992 rolą Fanfarona II w Placu Merkurego Konstantego Ildefonsa Gałczyńskiego w reż. Marty Stebnickiej na deskach Teatru STU w Krakowie. 
W 1993 ukończył studia w Państwowej Wyższej Szkole Teatralnej im. Ludwika Solskiego w Krakowie. W tym samym roku otrzymał wyróżnienie za rolę Merkurego w spektaklu "Zdrady miłosne" na XI Ogólnopolskim Przeglądzie Spektakli Dyplomowych Szkół Teatralnych w Łodzi.
W latach 1993–1995 występował w Teatrze Współczesnym we Wrocławiu. Od roku 1995 jest związany z Teatrem Miejskim im. Witolda Gombrowicza w Gdyni. Występował także w Teatrze Dramatycznym w Wałbrzychu (2001). 
W 1996 otrzymał nagrodę prezydenta miasta Gdyni z okazji Dnia Teatru za debiut w spektaklu "Kwartet".

## Wybrane role teatralne
- 2006 – Art w sztuce Anny Burzyńskiej Mężczyźni na skraju załamania
- 2006 – Nikos Kazantzakis w sztuce Johna Kandera Zorba
- 2006 – Iwan w sztuce Fiodora Dostojewskiego Bracia K.
- 2007 – Tchórzliwy Lew w sztuce Lymana Franka Bauma Czarnoksiężnik z Krainy Oz
- 2008 – Czeladnik Józek w sztuce Stanisława Ignacego Witkiewicza Szewcy
- 2009 – McCann w sztuce Harolda Pintera Urodziny Stanleya
- 2010 – DRUgi w sztuce Bogusława Schaeffera Scenariusz dla trzech aktorów
- 2010 – Henryk w sztuce Witolda Gombrowicza Ślub
- 2010 – Ja w sztuce Szymona Bogacza Wszystko, co chcielibyście powiedzieć po śmierci ojca, ale boicie się odezwać
- 2011 – Archambaud w sztuce Kolacja dla głupca Francisa Vebera

## Filmografia
- 2000 – Piotrek zgubił dziadka oko, a Jasiek chce dożyć spokojnej starości
- 2002–2004 – Lokatorzy
- 2004 – Sąsiedzi